# Walter Fuchs (Moderator)
Walter Fuchs (* 30. Dezember 1935 in Offenburg/Baden) ist ein deutscher Hörfunkmoderator und Buchautor auf dem Gebiet der Country-Musik.

## Karriere
Der Diplom-Ingenieur für Nachrichtentechnik verfasste in den 1960er Jahren zunächst Artikel für die Zeitschrift Hillbilly. Seine Karriere als Radiomoderator begann in der ersten Hälfte der 1970er Jahre im dritten Hörfunkprogramm des Südwestfunks Baden-Baden. Die Verantwortlichen des Jugendmagazins Pop Shop hatten eine Country-Sendung im Programm untergebracht, da man diese Musik damals sonst nur bei AFN hören konnte. Nach der dritten Sendung schrieb Walter Fuchs einen Hörerbrief mit Lob an den SWF – meinte aber, dass der Sender wohl keine große Auswahl von diesem Musikgenre im Archiv habe. Er würde gerne etwas zur Verfügung stellen, da er schon seit Jahren Country-Musik-Platten sammele. Daraufhin schlug ihm Frank Laufenberg vor, die Country-Sendungen selbst zu moderieren, was Fuchs dann über viele Jahre mit seinem fundierten Wissen über Country erfolgreich praktizierte. Er moderierte auch Country-Sendungen für verschiedene andere Rundfunkanstalten, beispielsweise von 1991 bis 2003 die RPR 2 Country Time, oder für Radio Victoria. Von 2011 bis 2013 moderierte er bei Coolradio wöchentlich das Hillbilly Gasthaus, von 2014 bis 2016 bei 'PopStop – das Musikradio' die wöchentliche Sendung Americana Club. Von März 2017 bis zum Sommer 2019 moderierte er den Country Club im Schwarzwaldradio.
Neben seinen Radiosendungen moderierte Fuchs bis 2015 Veranstaltungen wie etwa das Internationale Bühler Bluegrass Festival in Bühl/Baden und führt Seminare zum Fachgebiet Country-Musik durch. Außerdem schrieb er mehrere Fachbücher, wie zum Beispiel eine Johnny-Cash-Biographie und Das große Buch der Country Music. 1974 wurde Walter Fuchs, der einen engen Kontakt zur US-amerikanischen Country-Szene pflegt, von Gouverneur Winfield Dunn zum Ehrenbürger des US-Bundesstaats Tennessee ernannt.

## Schriften
- 1980 – Die Geschichte der Country Music – Bastei-Lübbe, Bergisch Gladbach ISBN 3-404-60018-5
- 1988 – Das Buch der Country Music – Heel Verlag, Königswinter ISBN 3-922858-53-8
- 1989 – Johnny Cash – Facts und Platten – Moewig-Verlag ISBN 3-8118-3416-9
- 2005 – Das neue grosse Buch der Country Music Heel Verlag, Königswinter ISBN 3-89880-364-3

## Auszeichnungen
- 1974 – Ehrenbürger von Tennessee
- 1993 – Pioneer Award der GACMF
- 1995/96 – King Eagle Award von Airplay International in Nashville
- 1997 – International Broadcaster Award der CMA in Nashville
- 2000 – Country Music Spirit Europe von American-Tie in Berlin
- 2000 – Medien Award der GACMF für die „RPR Zwei Country Time“
- 2002 – Ehrenmedienpreis der Country-Freunde Rhein-Main